# Cabanes de les Escomes
Les Cabanes de les Escomes és un despoblat antic del terme de Vilaller, a l'Alta Ribagorça. És a la partida de les Escomes, al sud-oest de Vilaller.
Per arribar-hi, des de l'extrem sud de Vilaller cal seguir cap al sud-oest la pista rural asfaltada de Montanui. 500 metres després d'haver passat la Noguera Ribagorçana per aquesta pista es troba el començament d'una pista sense asfaltar que marxa cap al nord. Seguint aquesta pista uns dos quilòmetres, i després d'una pujada, hom arriba a una cruïlla, des de la qual es va a la Borda de Taüll, cap a ponent, i al Pilaret de Sant Urbà, cap al sud. La partida de les Escomes és tot a l'entorn d'aquest lloc. Des d'aquesta cruïlla cal seguir cap al sud-oest pel prat adjacent, en direcció al bosc proper.
A prop del barranc que passa pel mig de les Escomes es troba una sèrie de blocs de pedra que provenen de l'antiga morrena glacial que hi hagué en aquest lloc. Aquests blocs de pedra han quedat disposats d'una manera que s'assemblen a dòlmens (n'hi ha almenys tres de molt visibles).
Aquests falsos dòlmens serviren d'habitacle en temps endarrerits, almenys en època medieval.